# 쓰루타 다쓰야
쓰루타 다쓰야(일본어: 鶴田 達也, 1982년 9월 9일 ~ )는 일본의 전 축구 선수이다.

## 구단 경력
과거 시미즈 에스펄스, 방포레 고후, 에히메 FC, 카탈레 도야마에서 활동하였다.